# Veracruz (Chiapas)
Veracruz es una localidad del estado mexicano de Chiapas. Es parte del municipio de Las Margaritas.

## Demografía
| Gráfica de evolución demográfica |
|                                  |

| Censo | Población |
| ----- | --------- |
| 1940  | 227       |
| 1950  | 311       |
| 1960  | 469       |
| 1970  | 557       |
| 1980  | 656       |
| 1990  | 800       |
| 2000  | 1 018     |
| 2010  | 1 062     |
| 2020  | 1 239     |